# Fujian (18)
El Fujian (18) (en chino: 中国人民解放军海军福建舰(18), llamado durante su construcción Tipo 003) es un portaaviones chino de segunda generación. El Fujian será el primer portaaviones chino en contar con un sistema integrado de propulsión eléctrica. Esto permitirá la operación de catapultas de lanzamiento electromagnéticas. La configuración del Tipo 003 sería por primera vez con recuperación de detención de barrera de despegue asistida por catapulta (CATOBAR), mientras que los dos primeros portaaviones (el Liaoning y el Shandong) fueron con recuperación de detención de barrera de despegue corta (STOBAR). Foxtrot Alpha ha sugerido que el portaaviones se designe como el Tipo 003, en lugar del Tipo 002 como se piensa actualmente.

## Historia

### Construcción

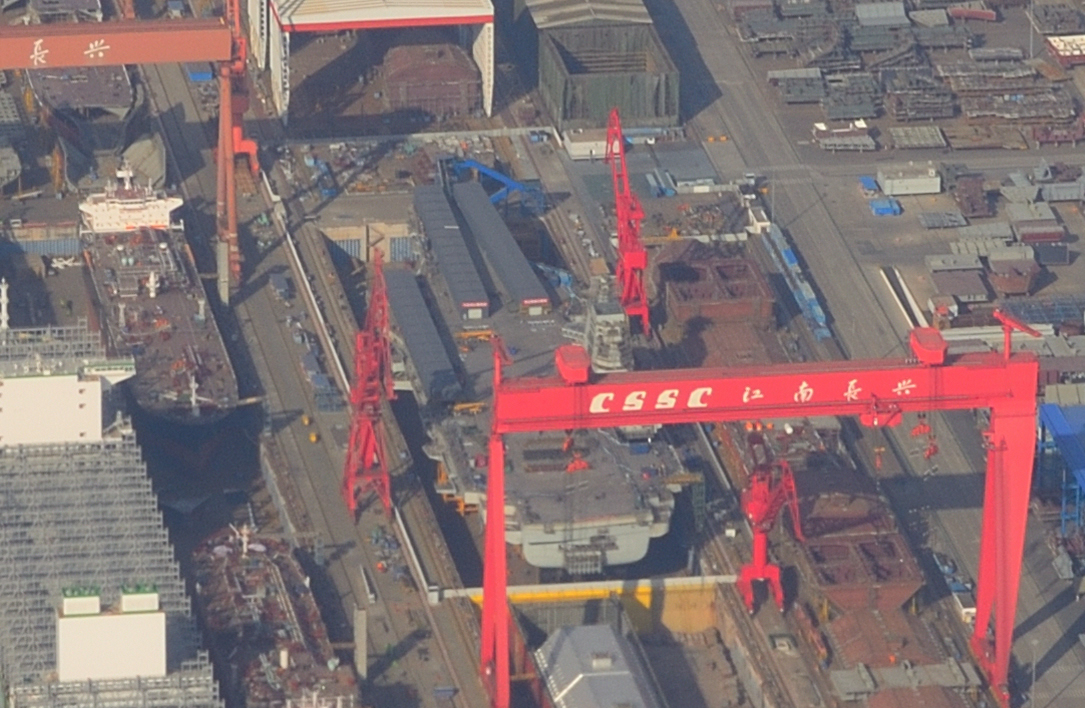
Fujian en el astillero de Jiangnan en el año 2022

El contraalmirante Yin Zhuo, de la Armada del Ejército Popular de Liberación, dijo en 2013 que el próximo portaaviones de China estaría equipado con un sistema de lanzamiento de aviones electromagnético. Los medios detectaron varios prototipos en 2012, y las instalaciones de investigación de la Armada china probaron aviones capaces de ser lanzados electromagnéticamente.
La construcción del portaaviones comenzó a mediados de la década de 2010, aunque se desconoce la fecha exacta. The National Interest informó que la construcción comenzó en marzo de 2015, mientras que The Diplomat dijo que el "trabajo inicial" había comenzado en febrero de 2016, seguido de una notificación para proceder al Grupo de Astilleros Jiangnan de Shanghái en marzo de 2017. En septiembre de 2018, Foxtrot Alpha informó que se estaban construyendo dos barcos en los Astilleros Jiangnan y Dalian simultáneamente.
Según los informes, la construcción del portaaviones Tipo 003 se retrasó en junio de 2017, mientras que la Marina probó los sistemas de catapulta electromagnéticos y de vapor. En noviembre de 2017, según se informa, la Armada había desarrollado un nuevo medio de alimentar catapultas electromagnéticas con fuentes de energía convencionales en lugar de reactores nucleares, y el trabajo adicional en el Tipo 003 debía comenzar de manera inminente. El avance del diseño es liderado por el contralmirante Ma Weiming.
En 2018 se esperaba que el barco se botara en 2020 y entrara en servicio activo en 2023. Se estima que tiene una capacidad de aproximadamente 40 aviones de combate, varios transportes propulsados por hélice y aviones de alerta temprana y control aerotransportado.
El 7 de mayo de 2019, el Centro de Estudios Estratégicos e Internacionales identificó imágenes aéreas del casco en construcción en fotografías por satélite. Las imágenes mostraron una sección de proa que parecía terminar con un frente plano de 30 metros (98 pies) y una sección separada del casco de 41 metros de ancho, lo que sugiere que el buque será más grande que el proyecto de portaaviones soviético Ulyanovsk de 85,000 toneladas que se quedó sin construir, pero más pequeño que los superportaaviones de 100,000 toneladas de la Marina de los Estados Unidos. También se ha sugerido que sus capacidades son comparables a las del portaaviones clase Kitty Hawk.
Los módulos de bloques se trasladaron de las instalaciones de fabricación al área de preparación en mayo de 2020 y al dique seco en julio de 2020. Casi todos los bloques de quilla y casco base estaban en el muelle a principios de septiembre de 2020; faltaba la parte principal del arco. Mediciones basadas en satélite y fotografías aéreas sugirieron una eslora / línea de flotación de 300 metros - casi la cubierta de vuelo longitud de los portadores existentes de China - un máximo del haz de 40 metros (131 pies 3 pulgadas) y un desplazamiento de más de 85.000 toneladas (84.000 toneladas largas).
A mediados de 2020, fuentes chinas anónimas proyectaron un lanzamiento en la primera mitad de 2021. En septiembre de 2020, Rick Joe de la revista de asuntos exteriores The Diplomat proyectó un lanzamiento a mediados de 2022 como muy pronto. China espera que el transportista entre en servicio en 2023.
En julio de 2021, las imágenes de satélite mostraron que la construcción avanzaba con elementos clave como la superestructura y el sistema de lanzamiento de tres catapulta que se agregaron al casco.
El portaaviones, llamado Fujian fue botado, con el número 18 en su casco, el día 17 de junio de 2022. 
Este nombre recibió escrutinio en los medios occidentales ya que la provincia homónima de Fujian se encuentra frente a Taiwán, al otro lado del estrecho de Taiwán. Sin embargo, un portavoz de la Armada del EPL explicó que los portaaviones chinos llevan el nombre de provincias, según las regulaciones de denominación de buques de PLAN. Los portaaviones chinos anteriores, Liaoning y Shandong, también llevan nombres de provincias de China.
En abril de 2023, el tercer portaaviones comenzó las pruebas de energía y amarre y se espera que se someta a pruebas en el mar entre finales de 2023 y principios de 2024. En noviembre de 2023, el portaaviones comenzó las pruebas de la catapulta electromagnética a bordo.
Fujian comenzó las pruebas en el mar en mayo de 2024. Las primeras tuvieron lugar del 1 al 8 de mayo.

## Capacidades
El Fujian será el primer portaaviones de diseño, concepción y construcción china. Puede ser una apuesta tecnológica muy arriesgada en caso de que alguna de las tecnologías incorporadas no cumpla los requerimientos.

### Catapultas
Se cree que el Tipo 003 incorporará catapultas de vapor, tecnología que podría haber sido obtenida del desguace del portaviones australiano HMAS Melbourne, además de lo que China pueda mejorar en base a los conocimientos de sus diseñadores navales. En la década de 1990 China cooperó con empresas de España y Francia realizando proyectos de portaviones convencionales. Francia llegó a ofrecer la venta de un portaviones al ser retirado de servicio. Se cree que serán tres las catapultas que se instalarán en el buque, lo cual le dará mayor proyección estratégica al poder operar aviones más pesados y RPAS. De hecho, los pilotos navales chinos llevan años entrenando en condiciones similares a las que tendrían con las catapultas.
La adopción de catapultas electromagnéticas añadiría muchos riesgos al proyecto. Estados Unidos todavía lucha para que las catapultas electromagnéticas y su sistema de frenado de aviones alcancen un estado operativo fiable. Además, las catapultas electromagnéticas consumen mucha energía eléctrica, lo cual obliga a una planta nuclear o innovaciones. Ambas opciones tienen sus riesgos.

### Grupo aéreo
La capacidad de proyección de poder naval de un portaaviones se basa en su grupo aéreo. Ésta normalmente es específicamente diseñada en función de las necesidades nacionales y las capacidades industriales. La configuración del ala embarcada de la armada china muestra por ahora unas capacidades inferiores a las necesidades, aunque China está trabajando duro para tratar de cerrar la brecha de capacidades con los portaviones de otros países.
Se desconoce que aviones llevará el portaviones 003. Podría ser el avión J-15A si fuese compatible con el sistema de catapultas finalmente empleado. Algunas fuentes señalan al Chengdu J-20, avión de quinta generación que se cree que entró en servicio operacional en 2019 y teóricamente sería rival del Lockheed Martin F-35 Lightning II. Sin embargo, la mayor incógnita es qué hará China ante la carencia actual de aviones embarcados de ala fija para misiones de cisterna, AEW o ASW.
En 2010 se mostró una maqueta a escala real de un avión embarcado de ala fija AEW, conocido como Xian Y-7. Un prototipo fue fotografiado en 2017.

### Propulsión
Un punto clave del Tipo 003 será la planta propulsora. Dados los problemas del programa de propulsión nuclear podría pensarse que será convencional. Pero el factor político puede llevar a imponer las tecnologías empleada por los submarino nucleares chinos. Operar en el Pacífico Occidental e Índico sería más fácil si el Tipo 003 contase con una planta nuclear, que de paso facilitaría emplear la nueva tecnología de catapultas EMALS que requieren un alto consumo eléctrico.
Por los datos disponibles, el Tipo 003 podría estar operativo hacia 2025, año en que ya se estaría terminando el cuarto portaviones chino, de propulsión nuclear y equipado con el avión de quinta generación Shenyang J-31 navalizado.

## Objetivos
En 2025 China quiere tener operativos tres portaviones no nucleares, uno de ellos con catapultas de despegue asistidas por vapor. En 2040 el objetivo es poder desplegar dos grupos aeronavales, uno en el Índico y otro en el Pacífico. En esa fecha la flota de portaviones china debería estará constituida al menos por tres portaviones convencionales y al menos por otro nuclear (probablemente China aspire a 2-3 portaviones de este tipo).
Estos objetivos encajan en la necesidad china de proyectar su fuerza naval allá donde sea necesario para sus intereses. Además del Pacífico, hay que recordar la importancia del Océano Índico para China, donde ha desplegado barcos y ha buscado bases logísticas para su flota. India, país rival e inmerso en un importante programa naval, posee la capacidad de cerrar el Índico y el estrecho de Malacca a la navegación comercial china. Ante este escenario los portaviones representan para China la única y más eficaz forma de proyectar su poder naval.
El número de grupos de combate constituidos alrededor de portaaviones (CVBG, en inglés) deberá permitir a China mantener 1 CVBG en el Índico, próximo al estrecho de Malacca, otro en el área de Taiwán y un tercero en el Pacífico Occidental. Esto lleva las necesidades a una cantidad próxima a 9 portaviones. Si solo se aspirase a uno entre el Estrecho de Malacca y Mar de la China y otro entre la primera Cadena de Islas y el Pacífico Occidental se reduciría la necesidad a un total de 6 portaviones.

### Buques similares
- Clase Gerald R. Ford
- Clase Queen Elizabeth
- PANG
- Shtorm